# Aius Locutius
Aius Locutius – bóstwo w mitologii rzymskiej. Miał nieokreślony bliżej charakter. Ujawnił się tylko raz, w postaci głosu, który ostrzegł plebejusza Marcusa Ceditiusa przed zbliżającym się atakiem Galów na Rzym w roku 390 p.n.e. Głos ten zlekceważono. Dopiero po odparciu najazdu dyktator Kamillus wzniósł, w akcie skruchy, świątynię dla Aiusa Locutiusa na północnym skraju Palatynu, w miejscu, gdzie usłyszano głos. Imię bóstwa łączy się ze słowami łacińskimi aio i loquor. Oba znaczą mówić.